# Razodetje
Razodetje je v teologiji in religiji razkritje oblike resnice ali znanja preko komunikacije z božanstvom ali drugimi nadnaravnimi bitji.